# Palaeochrysophanus valderiana
Palaeochrysophanus valderiana är en fjärilsart som beskrevs av Turati och Ruggero Verity 1910. Palaeochrysophanus valderiana ingår i släktet Palaeochrysophanus och familjen juvelvingar. Inga underarter finns listade i Catalogue of Life.